# Malcolm Galt
Malcolm Patrick Galt CSSp (ur. 9 lipca 1929 w Port-of-Spain, zm. 16 października 2022 tamże) – trynidadzko-tobagijski duchowny katolicki, emerytowany biskup Bridgetown na Barbadosie od 2005.

## Życiorys
Święcenia kapłańskie otrzymał 10 lipca 1955 roku w Zgromadzeniu Ducha Świętego (Duchaczy).

## Episkopat
23 kwietnia 1995 papież Jan Paweł II mianował go biskupem diecezji Bridgetown na Barbadosie. Sakry biskupiej udzielił mu 25 lipca 1995 ówczesny arcybiskup Port-of-Spain Gordon Anthony Pantin. W dniu 31 maja 2005 roku papież Benedykt XVI przyjął jego rezygnację ze względu na wiek.